# Francesco Pellegrino
Francesco Pellegrino (Cortale, 1910 – Rome, 1975) was een Italiaans componist, muziekpedagoog en dirigent.

## Levensloop
Pellegrino studeerde aan de Accademia Nazionale di Santa Cecilia in Rome en behaalde aldaar zijn diploma's met hoogste onderscheiding in 1938. Vervolgens was hij tot 1940 dirigent van een militaire muziekkapel. Van 1941 tot 1963 was hij professor aan zijn Alma Mater de Accademia Nazionale di Santa Cecilia in Rome. In 1964 werd hij benoemd tot inspecteur voor het centrale muzikale onderwijs door het Ministerie van Onderwijs. 
Pellegrino is auteur van diverse methodes voor blaasinstrumenten. Als componist schreef hij vooral werken voor harmonieorkest. De zeer populaire marsen hebben een melodieënrijkdom en een volgroeide dynamiek. In Italië wordt hij tot nu als een van de belangrijkste schrijvers van marsen beschouwd.

## Composities

### Werken voor harmonieorkest
- Alba sul mare, mars
- Albalonga, mars
- All'americana, mars
- Arlecchina, mars
- Battaglioni "M", marslied - tekst:  Auro D'Alba
- Cantate di legionari, marslied - tekst: Auro D'Alba
- Domiziana, mars
- Fiamma latina, mars
- Foglie d'oro, mars
- Gagliarda, mars
- I Crociati, Ouverture
- Il canto dei volontari, marslied - tekst: Nino Ciavarro
- La canzone della vittoria - tekst: D. Forina
- La festa del Redentore, Ouverture
- Lariana, mars
- Maestoso, mars
- Marinora, paso-doble
- Meriggio festoso, symfonische impressies
- Parata d'Eroi, mars
- Parata olimpica, mars
- Ritorna il legionario, marslied - tekst: Nino Ciavarro
- Ticinese, mars
- Tira a Campa, mars
- Zio Sam, mars